# Сок Сити (Висконсин)
Сок Сити (енгл. Sauk City) град је у америчкој савезној држави Висконсин.

## Демографија
По попису из 2010. године број становника је 3.410, што је 301 (9,7%) становника више него 2000. године.
| Група             | 2000.         | 2010.         |
| Белци             | 2.951 (94,9%) | 3.166 (92,8%) |
| Афроамериканци    | 12 (0,4%)     | 6 (0,2%)      |
| Азијати           | 6 (0,2%)      | 12 (0,4%)     |
| Хиспаноамериканци | 117 (3,8%)    | 170 (5,0%)    |
| Укупно            | 3.109         | 3.410         |